# Cal Piser
Cal Piser és una masia situada al municipi de Camarasa a la comarca catalana del Noguera a 399 metres d'altitud, al peu de la Serra Negra a mig camí entre Camarasa i Cubells.